# Центральный университет Эквадора
Центральный университет Эквадора (исп. Universidad Central del Ecuador, UCE) — старейший государственный университет Эквадора.

## История

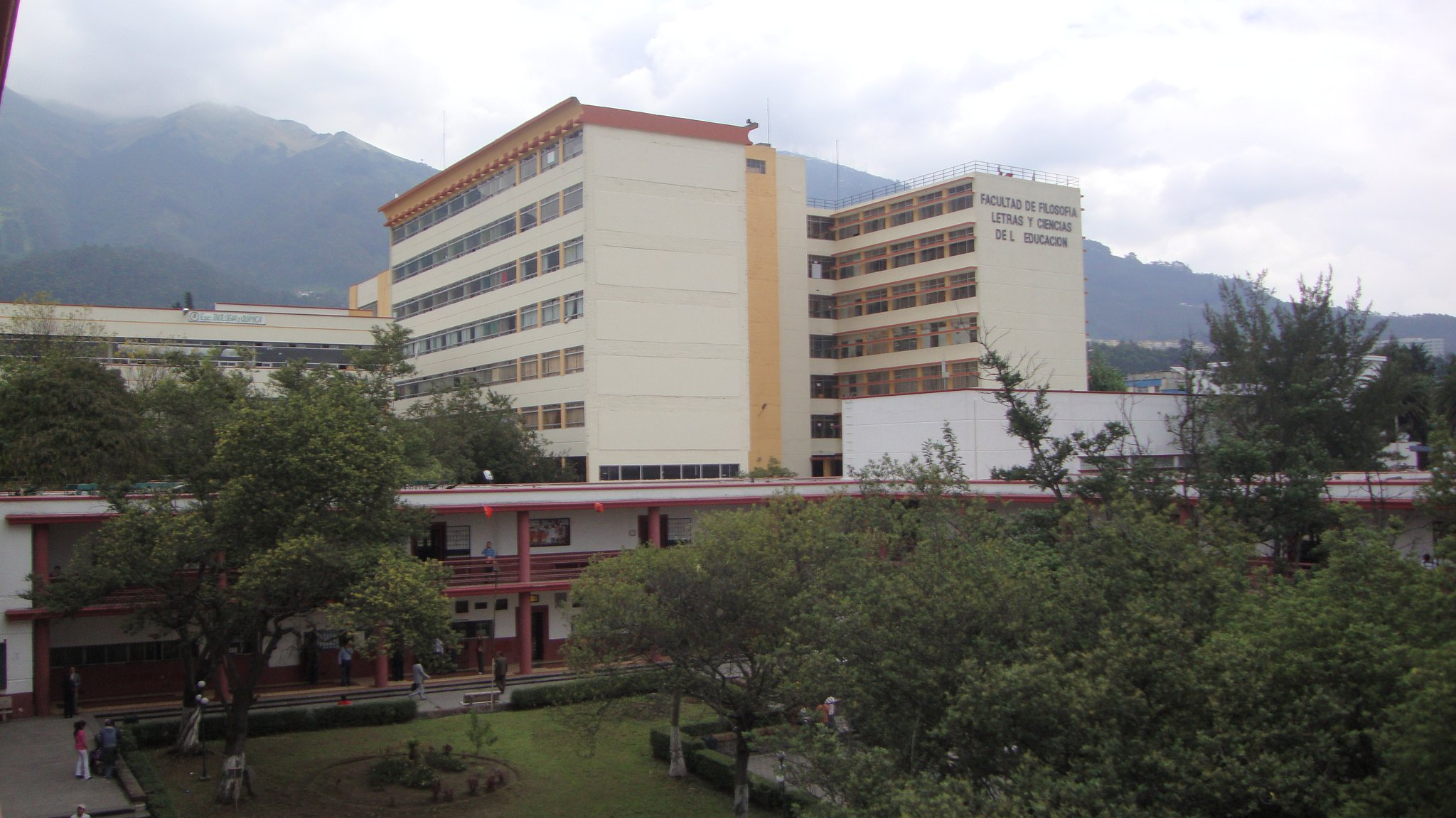
Юридический факультет

Современный университет был образован после присоединения в 1769 году к Университету Кито (также известного как Университет Св. Григория Великого, основан иезуитами в 1620 году) Университета Св. Фульхенсия (основан августинцами в 1586 году) и Университета Св. Фомы Аквинского (основан доминиканцами в 1681 году).
После создания республики Великая Колумбия её конгресс 18 марта 1826 года провозгласил создание нескольких центральных университетов, в том числе в Кито.

## Структура

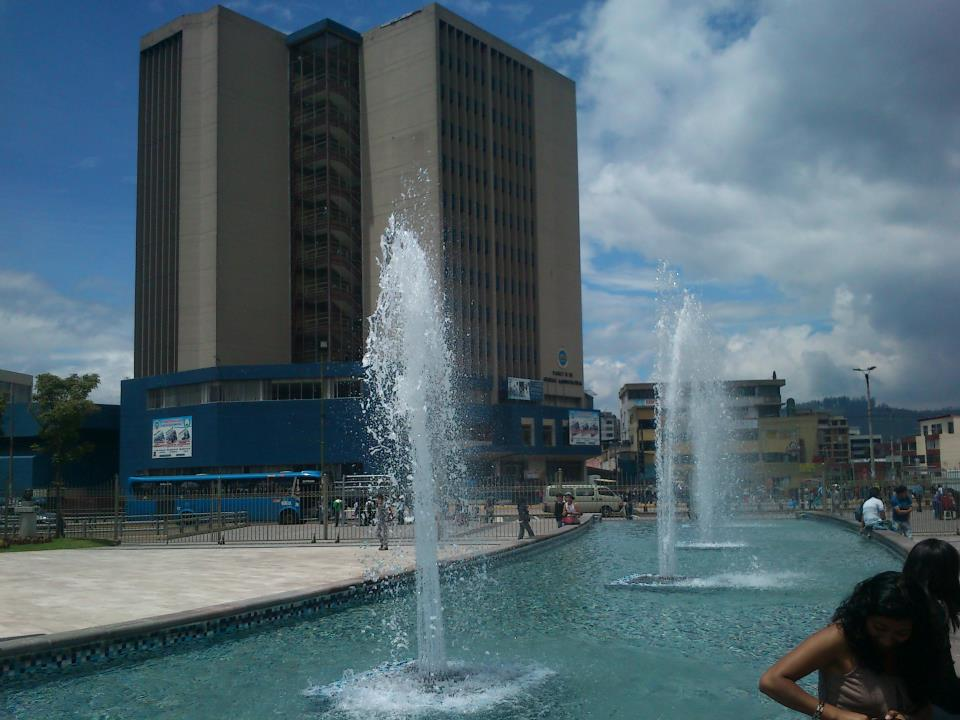
Факультет управления

На сегодняшний день в составе университета действуют следующие факультеты:
- Факультет архитектуры и градостроительства
- Факультет искусств
- Факультет управления
- Факультет агрономии
- Факультет химической инженерии
- Факультет экономики
- Факультет инженерного дела, физики и математики
- Факультет геологии и землеведения
- Факультет юридических, политических и общественных наук
- Факультет медицины
- Факультет стоматологии
- Факультет психологии
- Факультет фармакологии
- Факультет философии и педагогических наук
- Факультет общественных коммуникаций
- Факультет ветеринарной медицины

## Известные выпускники и преподаватели
- Бустаманте, Хосе Рафаэль — вице-президент Эквадора 1947—1948, Президент Национального Конгресса Эквадора (1932—1933), писатель.
- Веласко Ибарра, Хосе Мария — президент Эквадора в 1934—1935, 1944—1947, 1952—1956, 1960—1961 и 1968—1972.
- Гарсия Морено, Габриель — президент Эквадора в 1859—1865 и 1869—1875.
- Кааманьо, Хосе Пласидо — президент Эквадора в 1883—1888 г.
- Кордеро Креспо, Луис — президент Эквадора в 1892—1895 г.
- Куэва Тамарис, Агустин (1903—1979) — эквадорский педагог, профессор.
- Ловато Варгас, Хуан Исаак (1904—2001) — эквадорский политик, государственный, общественный и дипломатический деятель. Первый посол Эквадора в СССР (1970) и Польшу.
- Москера, Аурелио — президент Эквадора в 1938—1939 г.
- Понсе Энрикес, Камило — президент Эквадора в 1956—1960 г.
- Эспиноса, Хуан Хавьер — президент Эквадора в 1868—1869 г.